# 建文
建文（けんぶん）は、中国、明代の元号（1399年 - 1402年）。第2代皇帝恵帝（恵宗）の在位中に使われた。このため恵宗は建文帝と呼ばれる。

## 概要
建文の元号は、靖難の変により建文帝から帝位を簒奪した永楽帝によって非公式化されていた時期があった。
すなわち、永楽帝の即位後、建文4年7月1日に、建文元年を洪武32年、建文2年を洪武33年、建文3年を洪武34年、建文4年を洪武35年とし、洪武35年の翌年を永楽元年とした。
その後、万暦帝によって万暦23年（1595年）に建文の年号が復活された。

## 西暦との対照表
| 建文 | 元年   | 2年    | 3年    | 4年    |
| 西暦 | 1399年 | 1400年 | 1401年 | 1402年 |
| 干支 | 己卯   | 庚辰   | 辛巳   | 壬午   |